# بلبل زرین سولایی
بلبل زرین سولایی (نام علمی: Hypsipetes longirostris) یک گونه از پرندگان آوازخوان از تیرهٔ بلبلان (Pycnonotidae) است. این گونه بومی جزیره سولا (شرق سولاوسی) در فیلیپین است. زیستگاه طبیعی آن جنگل‌های جلگه‌ای نمناک نیمه‌گرمسیری یا گرمسیری است.